# Dicranomyia guttula
Dicranomyia guttula är en tvåvingeart som beskrevs av Alexander 1915. Dicranomyia guttula ingår i släktet Dicranomyia och familjen småharkrankar. Inga underarter finns listade i Catalogue of Life.